# Snežana Stamenković
Snežana Stamenković (serbisch-kyrillisch Снежана Стаменковић; * 4. Juni 1961 in Belgrad) ist eine jugoslawische Opernsängerin (Sopran) und Professorin für Gesang.

## Leben
Ihr Gesangsstudium absolvierte die in Jugoslawien geborene Stamenković bei Biserka Cvejić an der Universität der Künste in Belgrad, an der sie anschließend für zwei Jahre als Assistentin tätig war. An der Belgrader Nationaloper debütierte Stamenković 1987 in der Rolle der Susanna in einer Aufführung der „Hochzeit des Figaro“. Daraufhin gewann sie als aktive Musikerin unter anderem den ersten Preis beim Concours International de Chant Madame Mady Mesple in Nantes und den Prix de la Federation Internationale des Organisations de Festivals für die Mozartinterpretation. Von 1990 bis 1992 war sie am Stadttheater in Trier und zwischen 1992 und 1997 am Stadttheater in Bern beschäftigt. In der Saison 1997/98 begann ihr Engagement am Opernhaus in Leipzig, wo sie vor allem Partien wie Micaela, Mimi, Tatjana, Pamina, Donna Elvira oder Contessa sang. Seit 2001 ist Stamenković freischaffende Sängerin und Professorin für Gesang an der Hochschule für Musik und Darstellende Kunst in Mannheim. 